# Balantium antarcticum

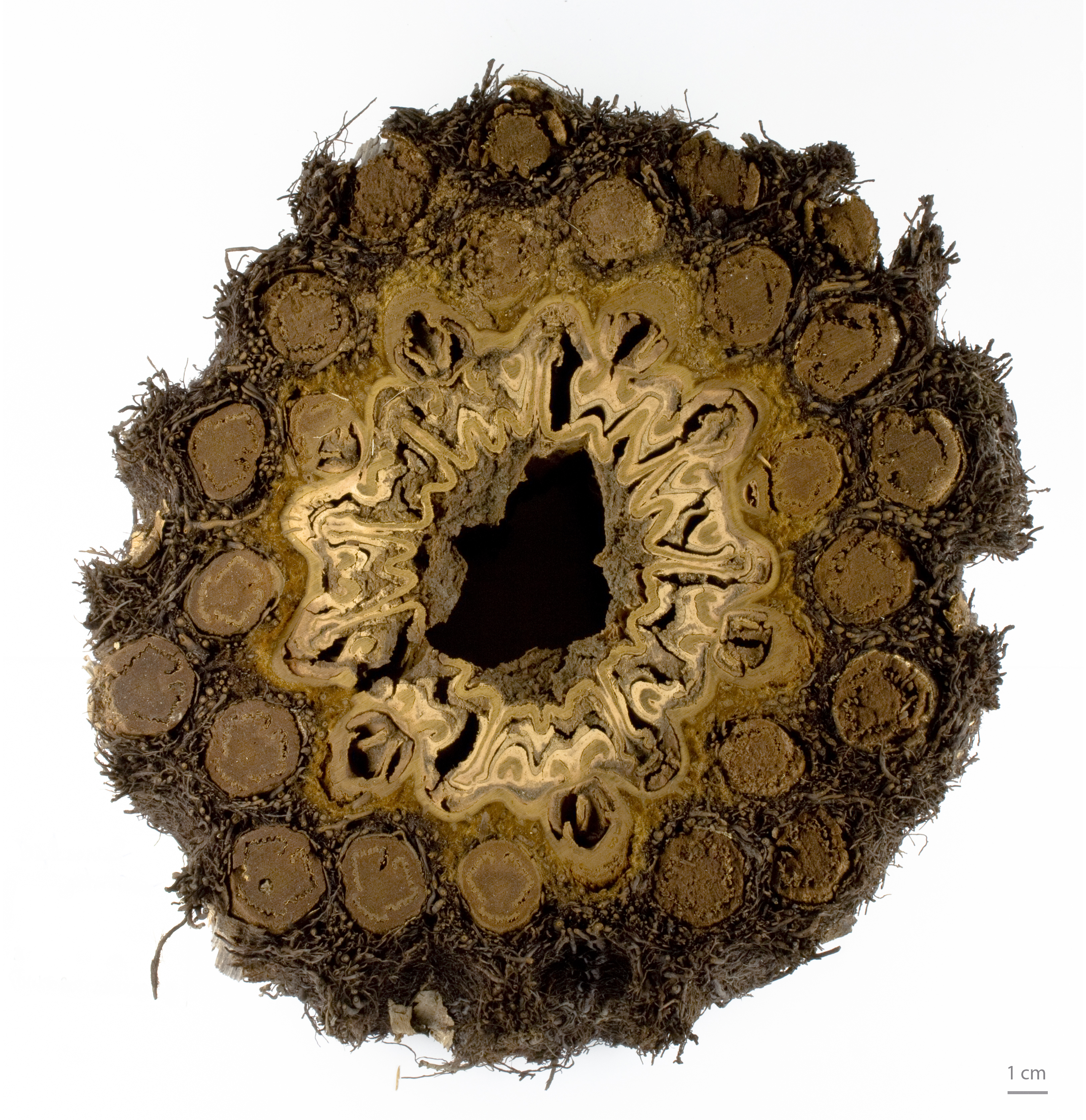
Dicksonia antarctica

Balantium antarcticum, la Dicksonia, es un helecho arborescente nativo de ciertas partes de Australia, específicamente Nueva Gales del Sur, Tasmania, y Victoria.

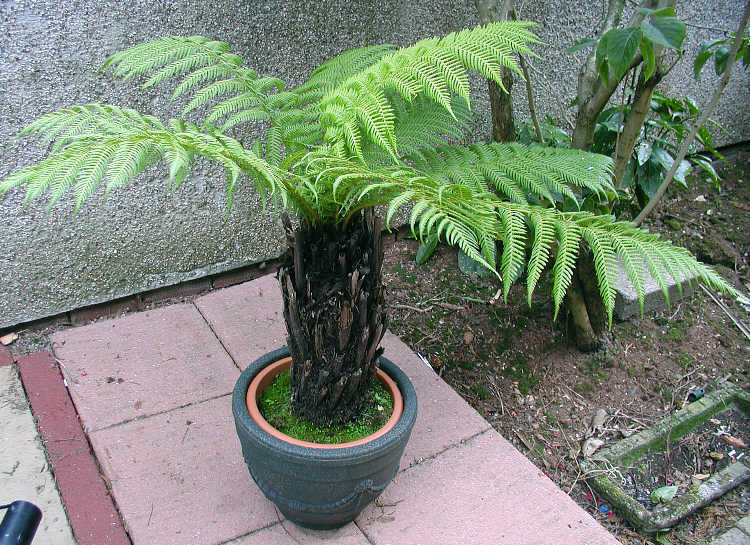
Dicksonia antarctica en un jardín inglés. El tronco es 60 cm de alto.

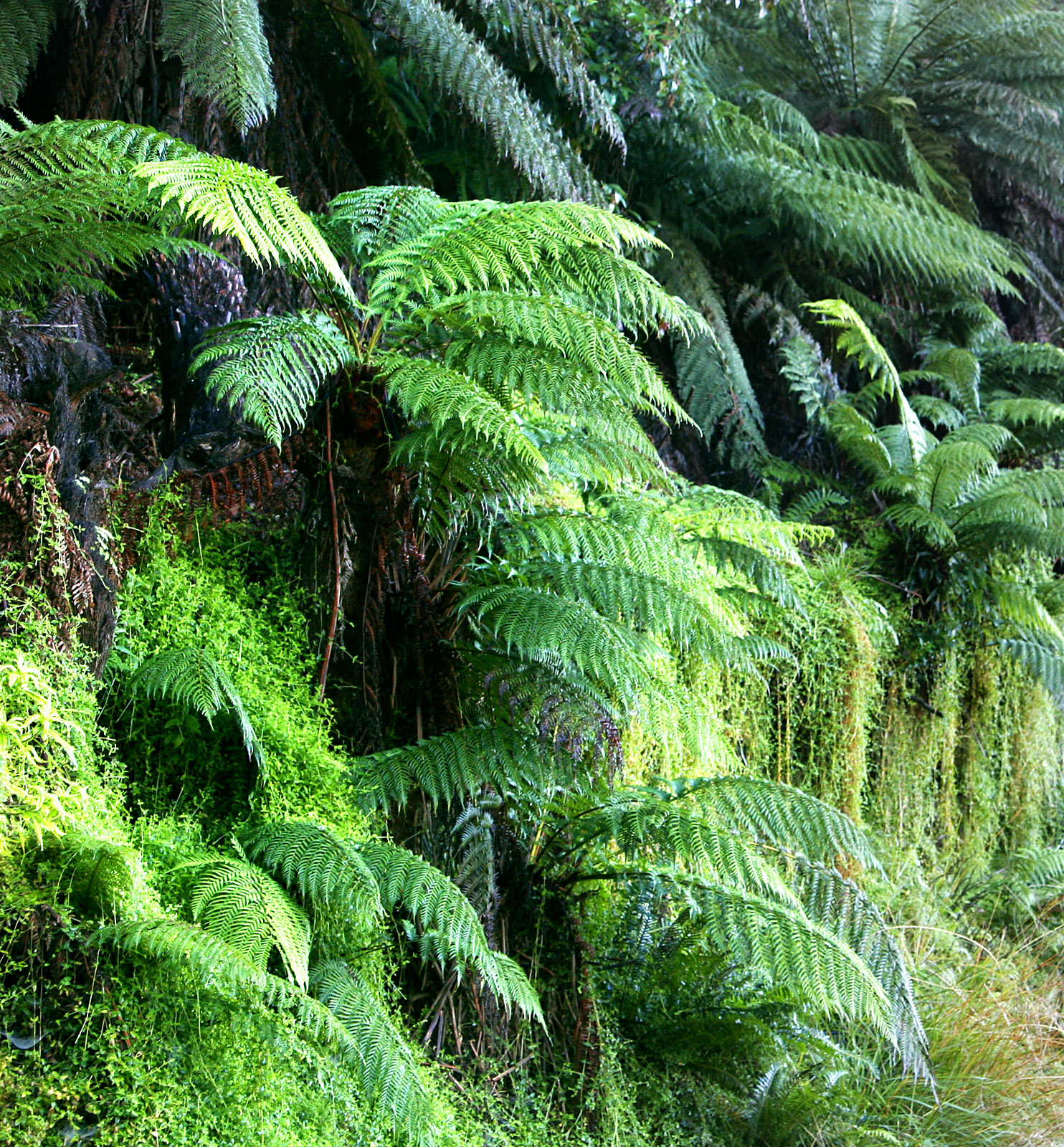
Vista de la planta

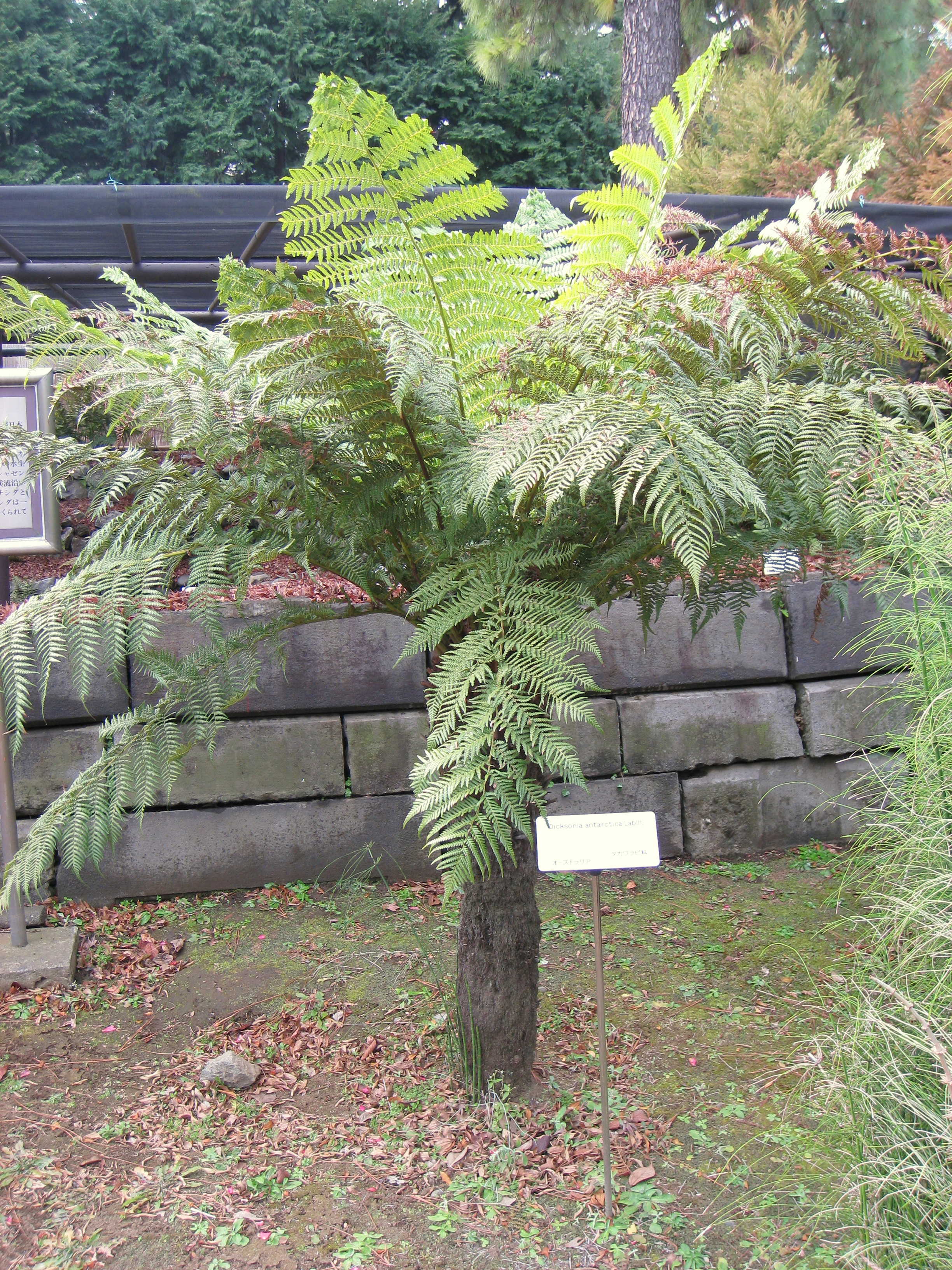
Vista del árbol

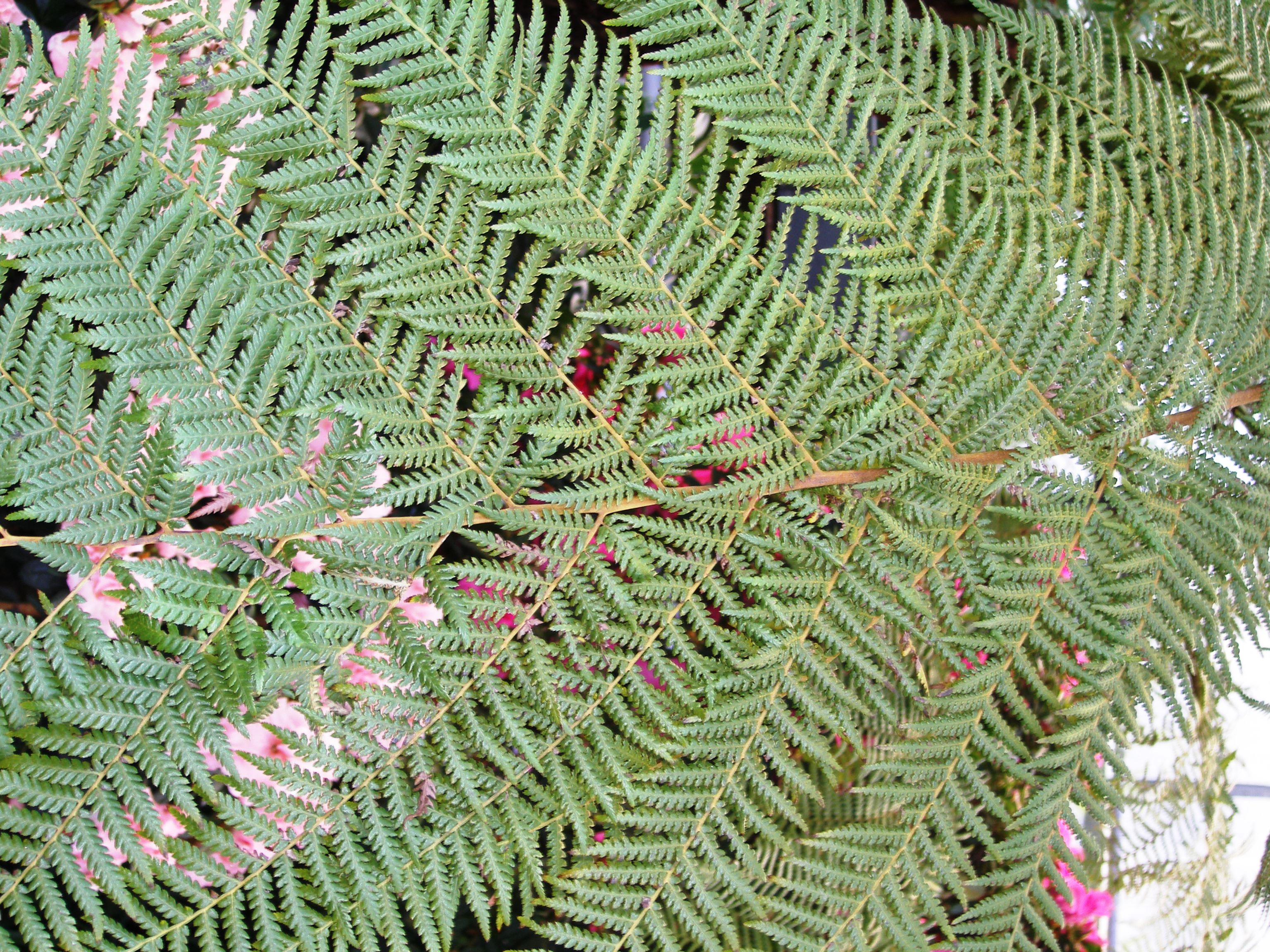
Hojas

## Anatomía y biología
Estos helechos pueden crecer hasta 15 m de altura, pero crecen más típicamente en unos 4.5-5 m,  y consisten en un rizoma erecto formando un tronco. Son muy vellosos en la base del estipe (tronco). Las frondas son grandes, verde-oscuras y de textura rugosa, se expanden en una copa de 2-6 m de diámetro. Las formas de los tallos varían ya que algunos crecen curveados y hay algunos con varias cabezas. Las frondas salen en flujos, con frondas fértiles y estériles con frecuencia en capas alternadas.
El "tronco" de este helecho está formado puramente de material muerta del crecimiento más temprano de la planta y forma un medio a través del cual las raíces pueden crecer. El tronco es usualmente solitario, sin cuchillas, pero puede dejar marcas. Estos pueden ser cortados y, si se mantienen húmedos, las partes de arriba pueden ser replantadas y formar nuevas raíces. El tocón, sin embargo, no se regenerará porque es material orgánica muerta. En la naturaleza, los troncos fibrosos son huéspedes de un rango de plantas epifitas incluyendo otros helechos y musgos.
El helecho crece de 3.5 a 5 cm por año y produce esporas a la edad de aproximadamente 20 años. 

### Reproducción
La reproducción de la especie es primordialmente por esporas, pero también puede ser cultivado por plantones que se desarrollan en la base del rizoma. 
En cultivo, se le puede hacer crecer como "estaca", un método que no debe ser estimulado a menos que el árbol-helecho esté condenado a morir en su actual posición. Esto involucra plantar el tronco, en forma usual a nivel del terreno y removiendo las frondas; la parte de arriba formará raíces y rebrotará, pero la base morirá.

### Hábitat
El helecho crece en colinas bien abrigadas de los bosques y en barrancas húmedas, y ocasionalmente se desarrollan en elevadas altitudes en bosques de sombra y. Dicksonia antarctica es el más abundante árbol helecho en el sureste de Australia.
La planta puede crecer en suelos ácidos, neutrales y alcalinos. Puede crecer en la semi-sombra. Se resiente marcadamente por la sequía o sequedad en las raíces, pero se desarrolla mejor en suelos húmedos.

## Cultivo
Es particularmente conveniente para plantaciones de jardín y propósitos paisajistas. Como planta ornamental, es junto a la Alsophila smithii, unas de las especies de helecho arbóreo más tolerante al frío. Balantium antarcticum soporta sin problemas temperaturas de  alrededor de –5 °C; desarrollándose con éxito al aire libre en las partes menos frías de la Gran Bretaña donde prospera y se auto-reproduce en los jardines de Cornualles.
Es mejor dejar las viejas frondas en la planta para proteger el tronco del frío y desecación. Protección contra el invierno en el tronco se recomienda durante períodos de invierno prolongados o clima frío.
Crecen mejor en áreas con lluvias superiores a los 1,000 mm por año pero en áreas con más baja lluvia se desarrollan bien en barrancas húmedas. Son tolerantes de incendios y rebrotan rápidamente al cambiarlas de lugar. Esta planta puede proveer hábitat para epífitas y da refugio a especies de helechos más delicados para que puedan prosperar bajo su protección.
Plantas en suelo orgánico abundantemente y regularmente cubiertas de paja y regadas.  Dicksonia antarctica generalmente requiere una cantidad mínima de lluvias de 500 mm. En climas secos la irrigación por goteo o el sistema de espray aplicado desde arriba es el método más efectivo de riego.

### Reproducción
Las Balantium antarcticum disponibles en el Mercado vienen de los bosques de Tasmania de crecimiento lento, y podrían tener cientos de años de antigüedad. Las prácticas de corte y transporte por la compañía Gunns, que efectivamente tienen un monopolio estatal en explotación forestal y hacer posible esas plantas disponibles, han sido criticadas por grupos ecologistas durante varias décadas.

### Comestibilidad

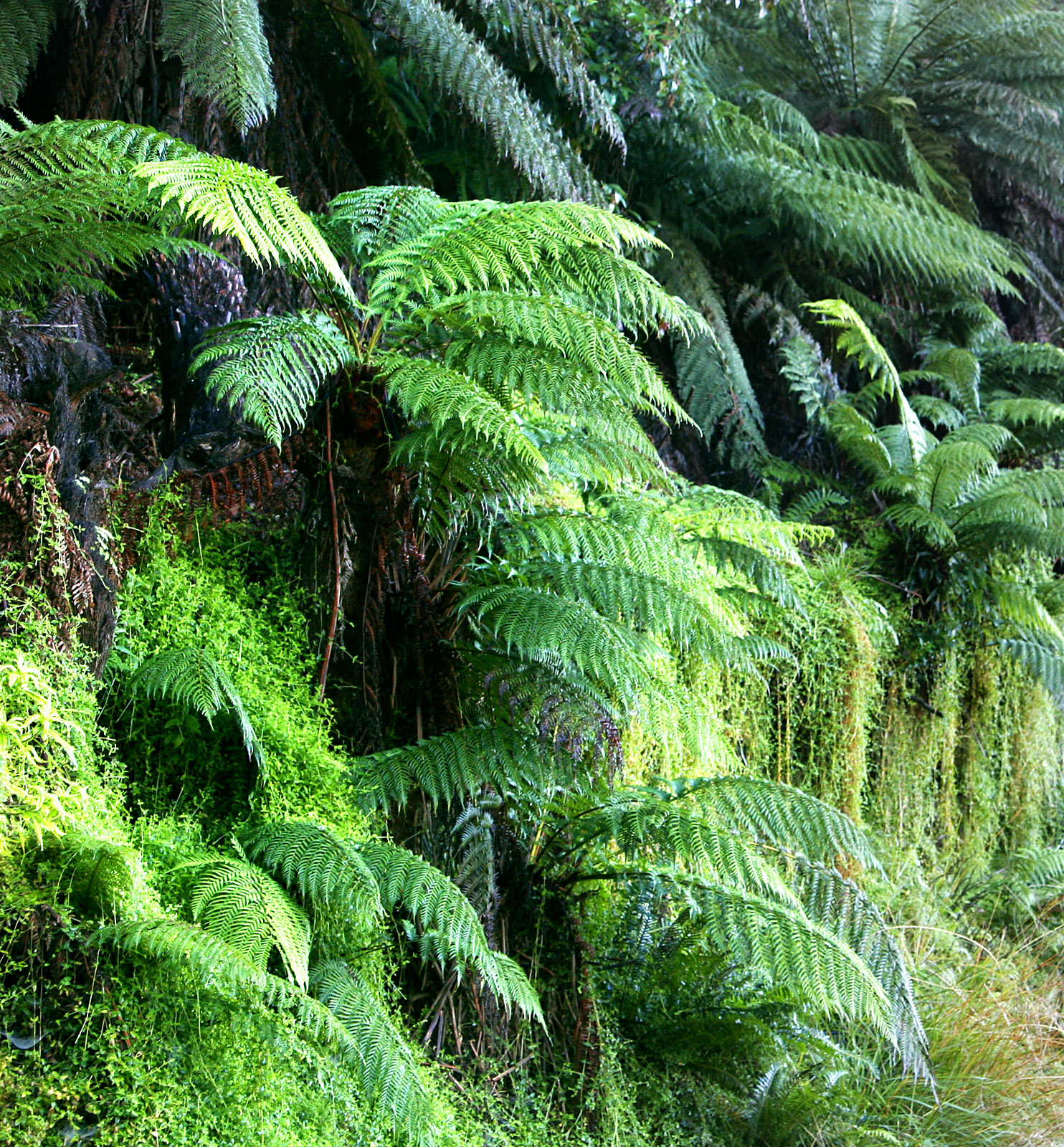
Balantium antarcticum

El árbol helecho suave puede usarse como fuente de comida, con la médula de la planta pudiendo ser comido cocinado o crudo. Es una buena fuente de almidón.

## Taxonomía
Balantium antarcticum fue descrita por (Labill.)  C.Presl  y publicado en Tentamen Pteridographiae 134. 1836.
Sinonimia
- Dicksonia antarctica Labill.[4]